# Japan Philharmonic Orchestra

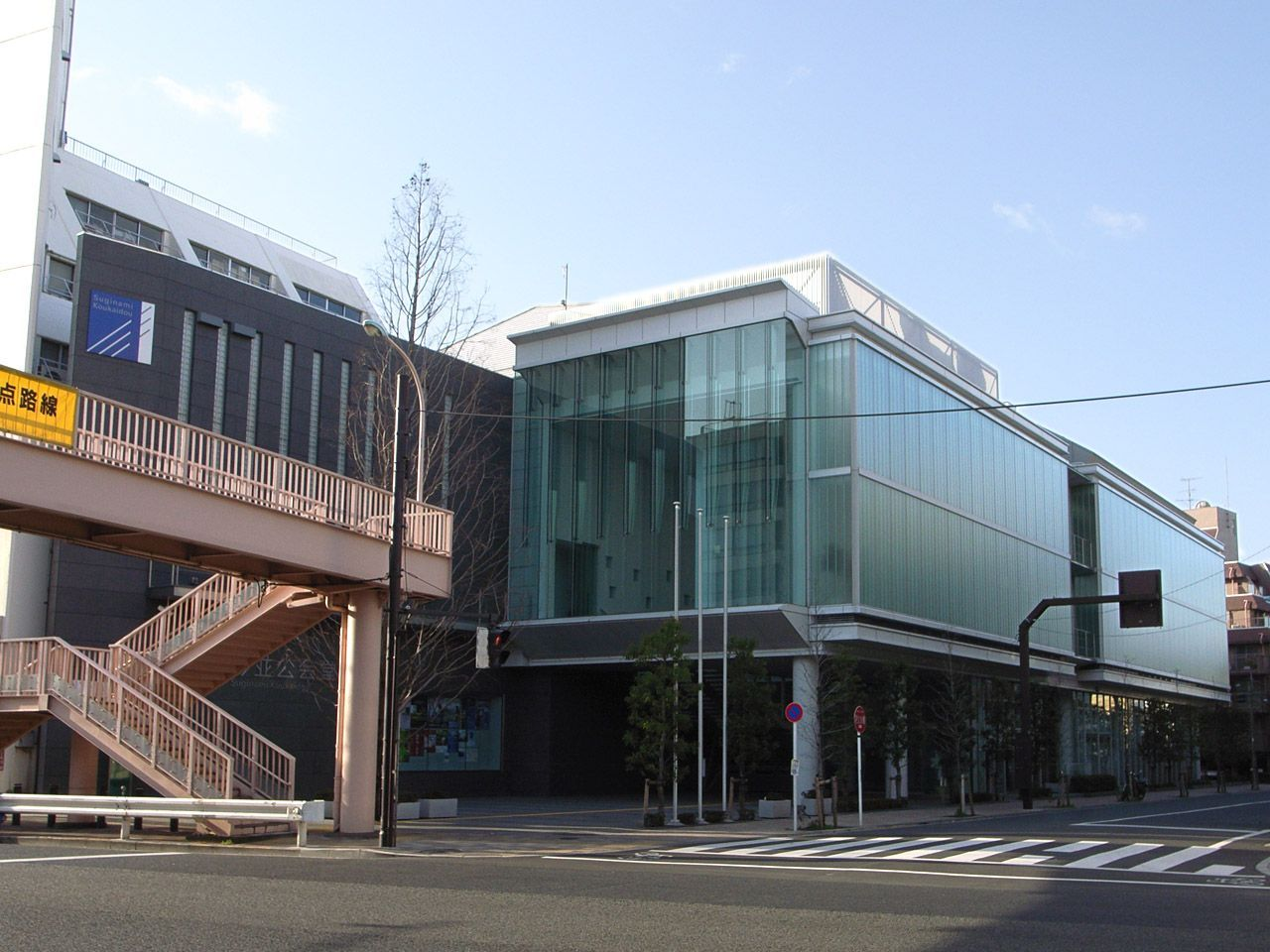
Sala pubblica Suginami, Suginami-ku, Tokyo, Giappone (2008)

La Japan Philharmonic Orchestra (日本フィルハーモニー交響楽団?, Nihon Firuhāmonī Kōkyō Gakudan)  è un'orchestra sinfonica giapponese con sede a Tokyo,  con uffici amministrativi a Suginami . Venne fondata il 22 giugno 1956 come orchestra sussidiaria esclusiva, sotto l'egida della Nippon Cultural Broadcasting . Tra il 1956 ed il 1968 Akeo Watanabe fu il primo direttore principale dell'orchestra, direttore musicale, direttore stabile e direttore esecutivo. Watanabe ha registrato con l'orchestra, per due volte le sinfonie di Jean Sibelius, la prima negli anni '60 per la Nippon Columbia Company, la seconda per la Denon, nel 1981. La prima esecuzione dell'orchestra risale al 1958, con la sinfonia, Pelleas e Melisande di Debussy, diretta da Jean Fournet .
Nel marzo 1972 terminati i contratti con la Nippon Cultural Broadcasting e la sussidiaria Fuji Television la fondazione dell'orchestra venne sciolta. All'epoca direttore principale e consigliere musicale era Seiji Ozawa. Nel 1972 un terzo degli orchestrali originali formò la New Japan Philharmonic, guidata da Ozawa, con Naozumi Yamamoto come direttore e segretario generale. Nel 1973 venne rifondata La Japan Philharmonic Orchestra Association come orchestra auto-organizzata con Václav Smetáček come direttore ospite. Verso la fine dell'anno venne formato anche il coro della Japan Philharmonic Orchestra Association, mentre nel 1985 assunse gli originali connotati della fondazione.
Una volta consolidato l'aspetto giuridico nella fondazione, l'orchestra trovò sede presso la Yokohama Minato Mirai Hall. Nel luglio 1994 strinse uno stretto e regolare rapporto con la città di Suginami. Nel giugno 2006, dopo la ristrutturazione, la Suginami Public Hall venne riaperta, public hall che l'orchestra utilizza per le prove ed altri eventi. Nel 2013 l'orchestra ha riorganizzato la sua base finanziaria, divenendo fondazione pubblica.
Tra il 2008 ed il 2016 Alexander Lazarev venne nominato principale, mentre Pietari Inkine divenne il primo direttore ospite della Japan Shinsei Symphony Orchestra tra il 2005 ed il 2016. Nell'aprile 2015, l'orchestra annunciò la nomina di Inkinen come nuovo direttore principale, con effetto dal 2016, e con un contratto iniziale di tre anni. L'orchestra fu diretta anche da altri direttori ospiti con un regolare rapporto, tra cui Neeme Järvi e James Loughran, nominato direttore onorario nel novembre 2006. Nel 2016, venne nominato direttore principale Pietari Inkinen.

## Direttori (elenco parziale)
- Akeo Watanabe (1950-1968; direttore musicale)
- Ken-Ichiro Kobayashi (1988-1990, direttore principale; 1990-1994, 1997-2004, direttore principale; 2004-2007, direttore musicale; 2010-oggi, direttore onorario)
- Junichi Hirokami (1991-2000, direttore residente)
- Ryusuke Numajiri (2003-2008, direttore residente)
- Alexander Lazarev (2008-2016, direttore principale; 2016-oggi, direttore d'orchestra vincitore)
- Pietari Inkinen (2016-oggi, direttore principale).

## Sale per concerti
- Suntory Hall
- Teatro Metropolitano di Tokyo
- Sala pubblica Suginamimi
- Nakano Zero Hall (uso occasionale)

### Sede di Yokohama
- Yokohama Minato Mirai Hall

### Sede di Saitama
- Omiya Sonic City